# Wim Letschert
Willem Albert (Wim) Letschert (Bolsward, 24 maart 1954 – Geertruidenberg, 27 oktober 1999) was een Nederlands politicus van D66.
Hij werd geboren als zoon van Henk Letschert, destijds gemeenteraadslid in Bolsward en later voor de KVP/CDA Eerste Kamerlid (1968-1980) en burgemeester van onder andere Tilburg (1975-1988). Wim Letschert werd ook politiek actief maar dan als D66'er. Vanaf 1987 was hij de burgemeester van Esch en in 1993 werd hij daarnaast waarnemend burgemeester van Geertruidenberg. Op 1 januari 1996 ging Esch op in de gemeente Haaren. Bij de gemeentelijke herindeling van Noord-Brabant op 1 januari 1997 fuseerden Geertruidenberg en Raamsdonk tot de nieuwe gemeente Geertruidenberg waarvan hij de kroonbenoemde burgemeester werd. Eind 1999 overleed hij plotseling op 45-jarige leeftijd, mogelijk aan een hartstilstand.
Eind 2007 werd een naar hem vernoemde nieuwe brug (de Willem Letschertbrug) die Raamsdonksveer met Geertruidenberg verbindt officieel door zijn weduwe en twee kinderen geopend.